# Osama Khalid
Osama Khalid (arabe : أسامة خالد, ar ; né le 19 janvier 1994) est un médecin saoudien et administrateur de Wikipédia qui fait l’objet d’une condamnation à 32 ans de prison en 2020. Selon des militants des droits humains, son arrestation et sa peine sont liées à sa contribution sur la persécution des activistes politiques en Arabie saoudite. Selon une déclaration conjointe de l’organisation basée à Washington ; DAWN (en) et du groupe beiruti pour les droits numériques SMEX (en), son arrestation s’inscrit dans une répression ciblant des administrateurs de Wikipédia. Cependant, les accusations retenues par le régime saoudien sont « influence de l’opinion publique » et « atteinte à la morale publique » pour avoir diffusé du contenu « considéré comme critique à l’égard de la persécution des activistes politiques dans le pays ».

## Arrestation
Selon les sources de DAWN (en) et SMEX (en), Osama Khalid et Ziyad al-Sofiani, son confrère administrateur Wikipédia en arabe, sont arrêtés le même jour en septembre 2020. La Cour pénale spécialisée d'Arabie saoudite, chargée des affaires de terrorisme, le condamne dans un premier temps à 5 ans de détention à la prison d'Al Hayer à Riyad. En septembre 2022, la même cour prolonge sa peine à 32 ans pour les mêmes chefs d’accusation.
Les peines excessives de prison sont qualifiées d’outil de répression par le gouvernement saoudien par l'Organisation de défense des droits humains d'Arabie saoudite, qui cite notamment les cas d’Osama Khalid, Salma al-Shehab, Nourah al-Qahtani (en) et Sukaynah al-Aithan,.